# Нордвейк (Дренте)
Нордвейк (нід. Noordwijk) — селище в нідерландській провінції Дренте. Входить до муніципалітету Де-Волден.
Перша згадка про населений пункт датується 1850-ими роками. Наразі у селищі нараховується близько 30 будинків.